# Complesso archeologico di Sa Figu
Il complesso di Sa Figu è un sito archeologico situato in comune di Ittiri, città metropolitana di Sassari, nella Sardegna settentrionale. Il complesso è ubicato all'estremità meridionale dell'altopiano del Coros, sub regione storica del Logudoro, a circa un chilometro dall'omonima chiesa medievale; la posizione particolarmente elevata (circa 450 m s.l.m.) permette un ampio dominio su un buon tratto della valle del Rio Mannu.
L'area è particolarmente ricca di elementi e tracce che vanno dal periodo posto a cavallo tra le fasi conclusive del neolitico e l'inizio dell'eneolitico, fino alla più antica fase dell'età del bronzo (dal IV millennio a.C. al principio del II).
Il complesso, segnalato per la prima volta nel 1961 dall'archeologo Ercole Contu, è composto da una necropoli, un circolo megalitico e i resti di un nuraghe.

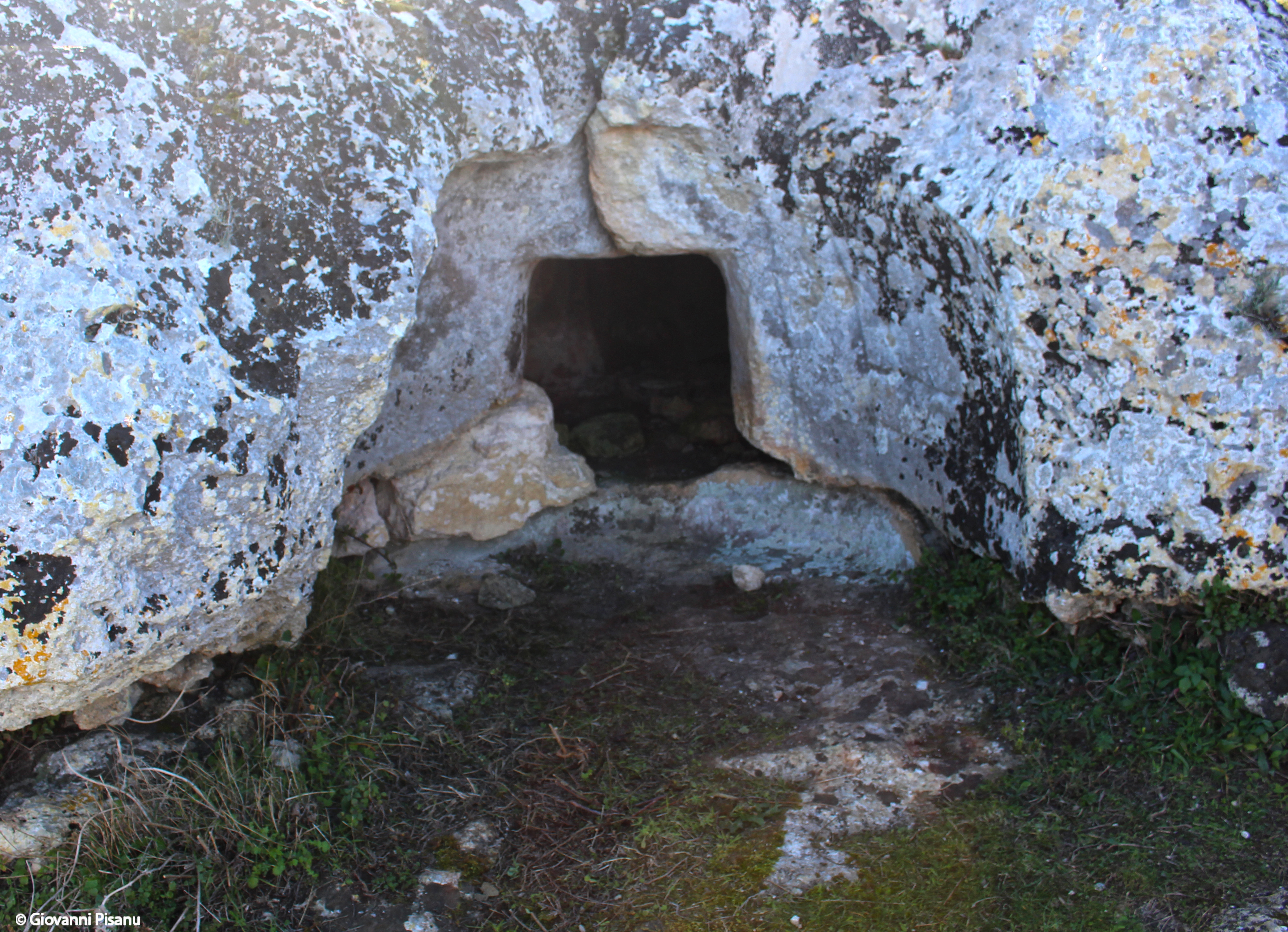
Domus Sa Figu

## La necropoli
La necropoli è formata da undici domus de janas sia mono che pluricellulari. La più ampia era in origine composta da cinque camere, ora unico vano per l'abbattimento delle pareti divisorie. Essa si caratterizza per la presenza di due distinte fasi di utilizzo: la prima del neolitico e la seconda della Media Età del Bronzo (1700 a.C.-1300 a.C.), quando almeno tre ipogei vennero trasformati in "domus a prospetto architettonico".

## Il recinto megalitico

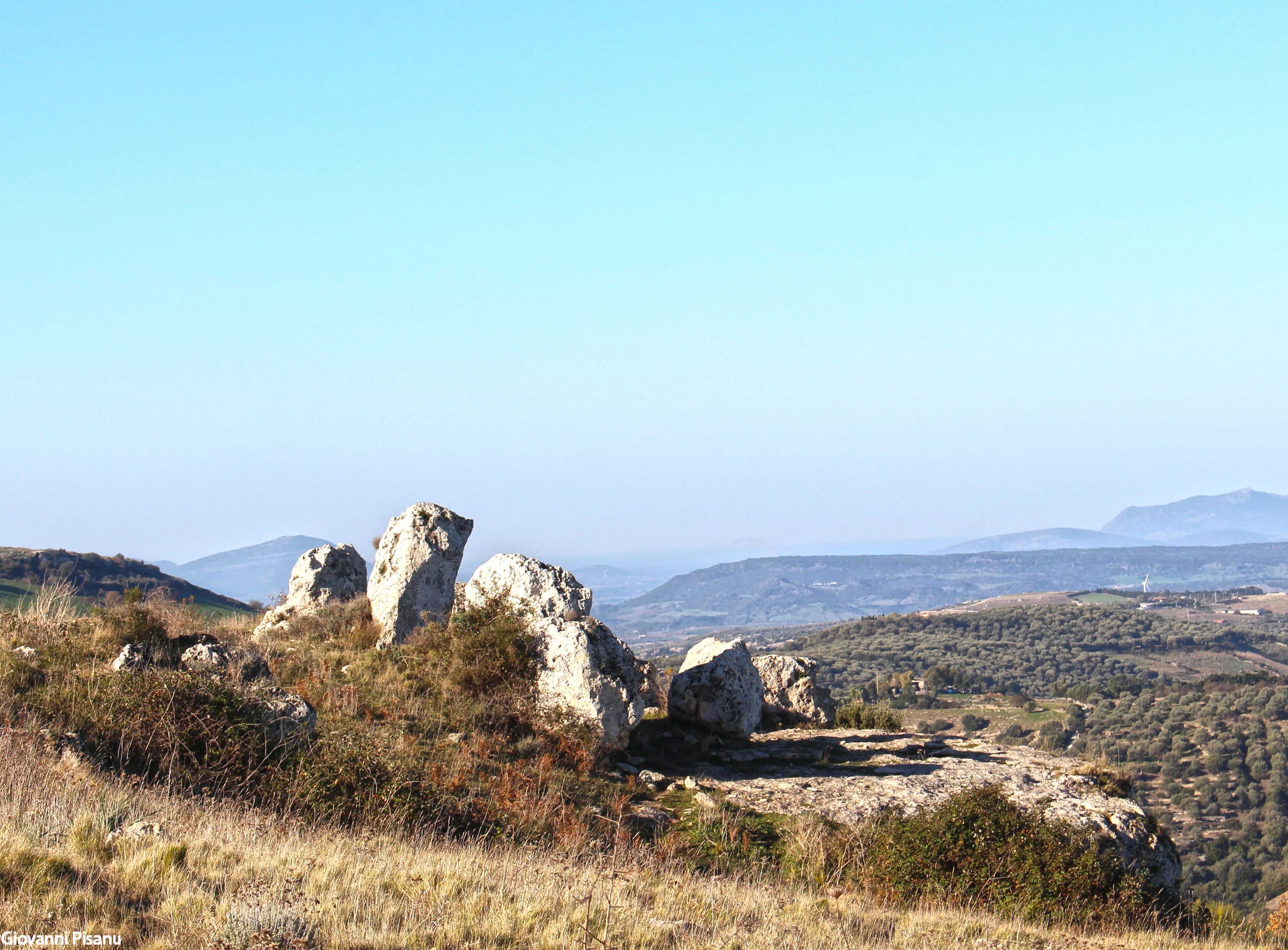
Recinto megalitico

Il recinto megalitico è costituito da dieci (più un undicesimo che giace riverso al centro dell'area) megaliti di forma irregolarmente parallelepipeda accostati fra loro, che disegnano un semicerchio di 9/10 metri di diametro. Grazie al rinvenimento di alcuni frammenti ceramici assimilabili alla Cultura di Monte Claro, si ipotizza che il recinto appartenga all'eneolitico. I raffronti con strutture analoghe come Sa Sedda de Biriai a Oliena e alla muraglia di Monte Baranta a Olmedo, confermano la possibile appartenenza alla stessa epoca, tuttavia ognuno di questi monumenti è unico nel suo genere e fa caso a sé. Al momento sul recinto megalitico di sa Figu, l'unica teoria è quella proposta dall'archeologo Giacobbe Manca il quale interpreta il monumento come torre del silenzio ossia "luogo per la scarnificazione dei cadaveri" che venivano esposti alla voracità degli avvoltoi, appartenente al mondo funerario di un'epoca molto antica (dal neolitico antico in poi), come documentato nella città neolitica di Çatal Hüyük nell'attuale Turchia.
Queste pratiche sono tuttavia ancora in uso, presso il popolo dei Parsi, stanziati in Iran ed in India.
A breve distanza dal circolo megalitico sono presenti i resti basali di un semplice nuraghe circolare, di epoca nuragica avanzata, e poco più a valle le domus de janas di Ochila, alcune delle quali riccamente decorate con elementi simbolici e architettonici in rilievo.

## Galleria d'immagini

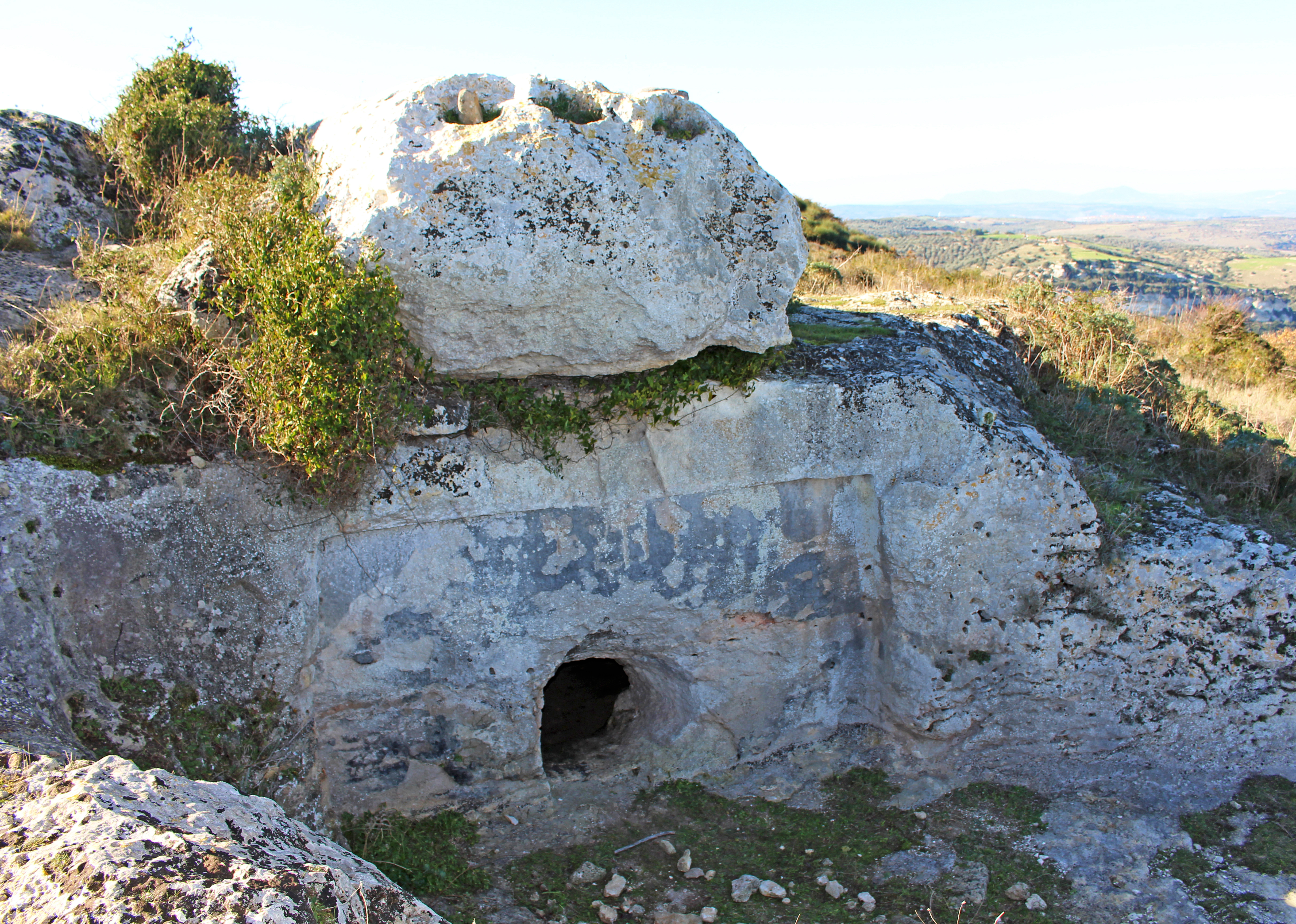
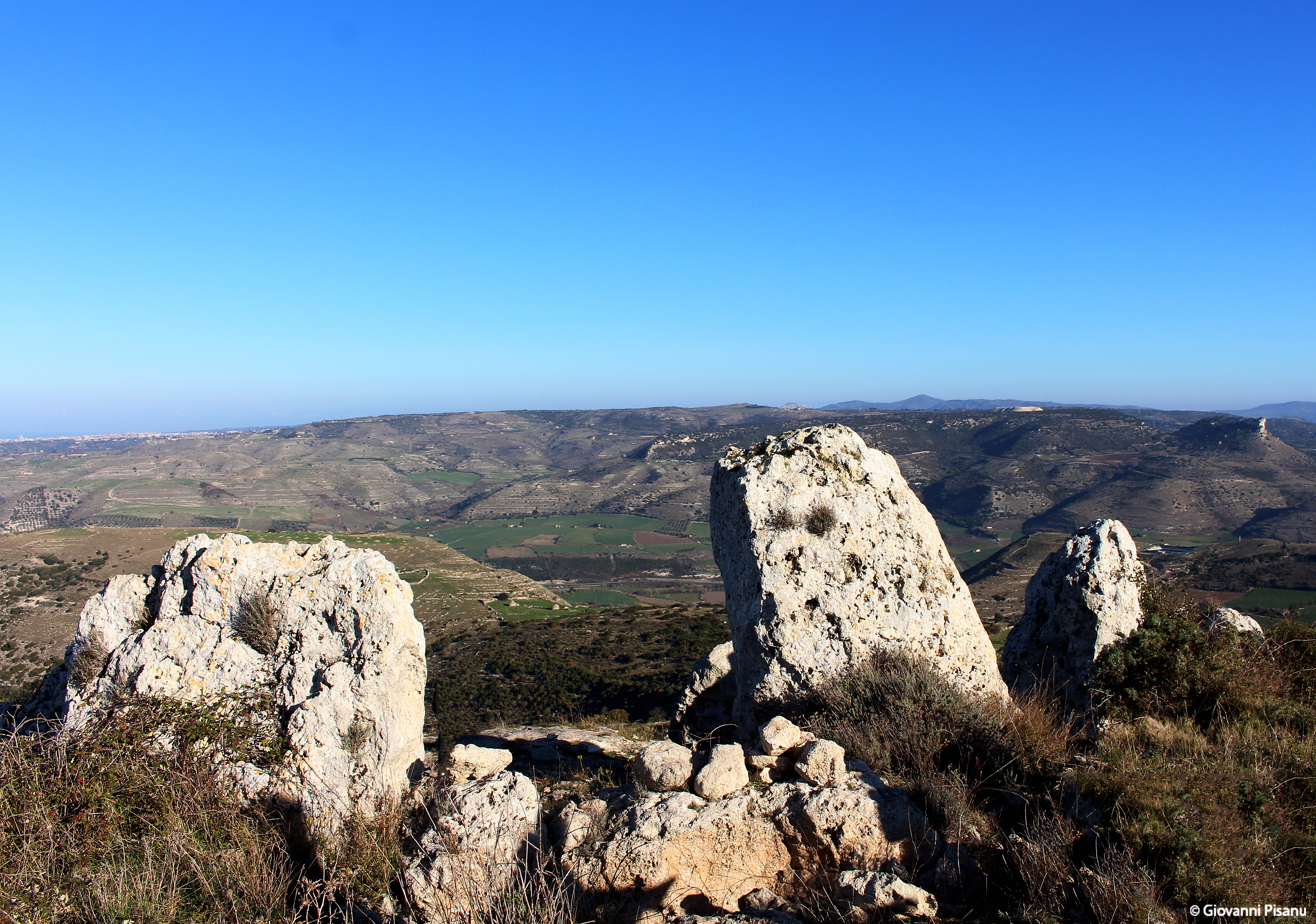
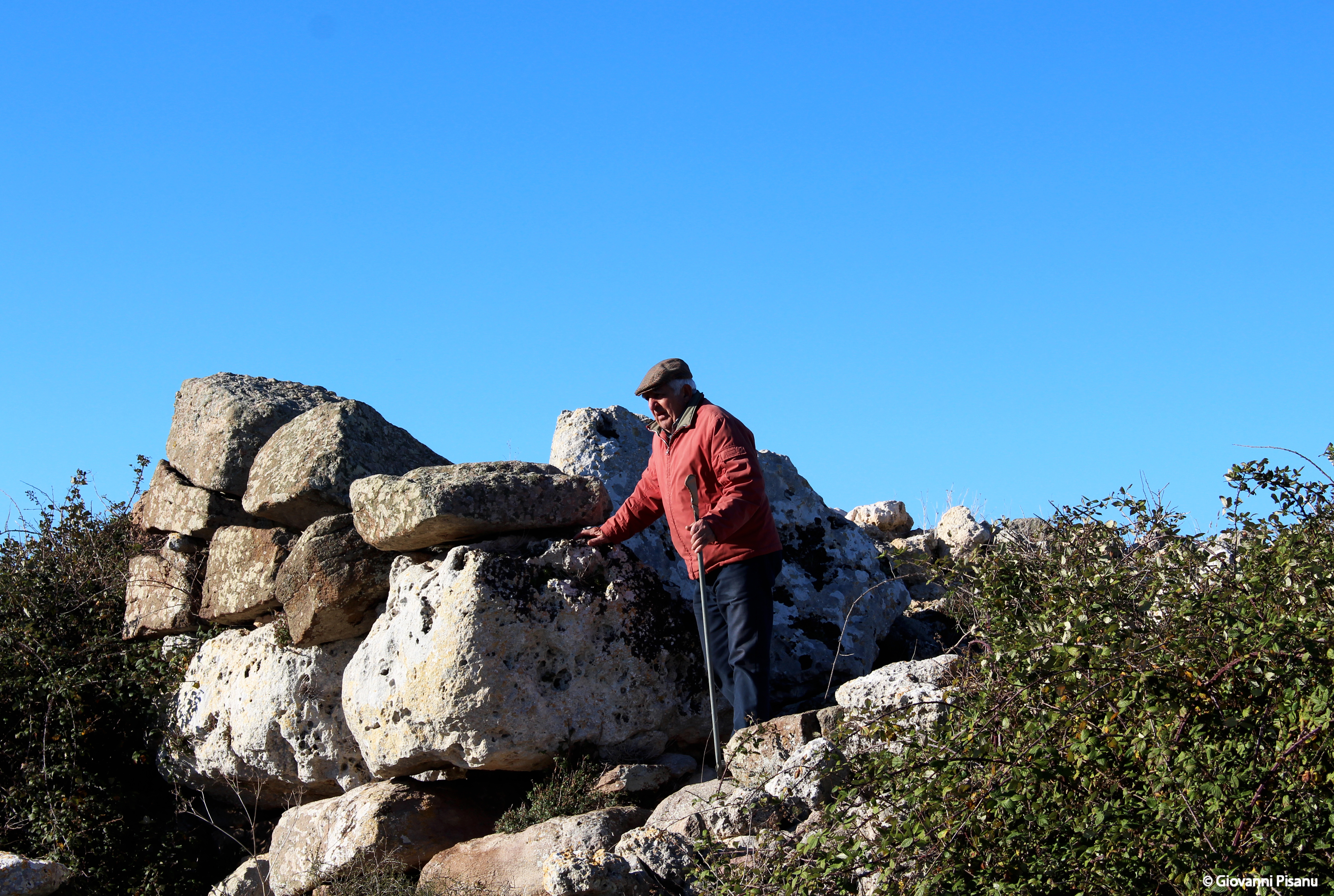